# Heal (álbum de Sacred Reich)
Heal es el cuarto álbum de estudio de la banda estadounidense Sacred Reich, publicado el 27 de febrero de 1996 por el sello Metal Blade Records. El crítico Jason Anderson, de Allmusic, dijo que Heal era el mejor disco que el grupo había sacado en los 90, sino de toda su carrera.

## Lista de canciones
| N.º | Título                                           | Escritor(es)            | Duración |  |
| 1.  | «Blue Suit, Brown Shirt»                         | Phil Rind               | 2:27     |  |
| 2.  | «Heal»                                           | Phil Rind               | 3:43     |  |
| 3.  | «Break Through»                                  | Phil Rind, Wiley Arnett | 3:38     |  |
| 4.  | «Low»                                            | Phil Rind               | 4:03     |  |
| 5.  | «Don't»                                          | Phil Rind               | 2:52     |  |
| 6.  | «Jason's Idea» (Instrumental)                    | Jason Rainey            | 0:40     |  |
| 7.  | «Ask Ed»                                         | Phil Rind, Wiley Arnett | 4:07     |  |
| 8.  | «Who Do You Want to Be?» (Cover de Oingo Boingo) | Danny Elfman            | 2:23     |  |
| 9.  | «Seen Through My Eyes»                           | Phil Rind               | 3:19     |  |
| 10. | «I Don't Care»                                   | Phil Rind, Wiley Arnett | 3:16     |  |
| 11. | «The Power of the Written Word»                  | Phil Rind, Wiley Arnett | 2:37     |  |
| 12. | «Beef Bologna» (Cover de Fear. Bonus track)      | Lee Ving                | 1:39     |  |

## Créditos
- Phil Rind – voz, bajo
- Wiley Arnett – guitarra
- Jason Rainey – guitarra
- Dave McClain – batería
- Producido por Bill Metoyer y Sacred Reich